# Black Creek Pioneer Village

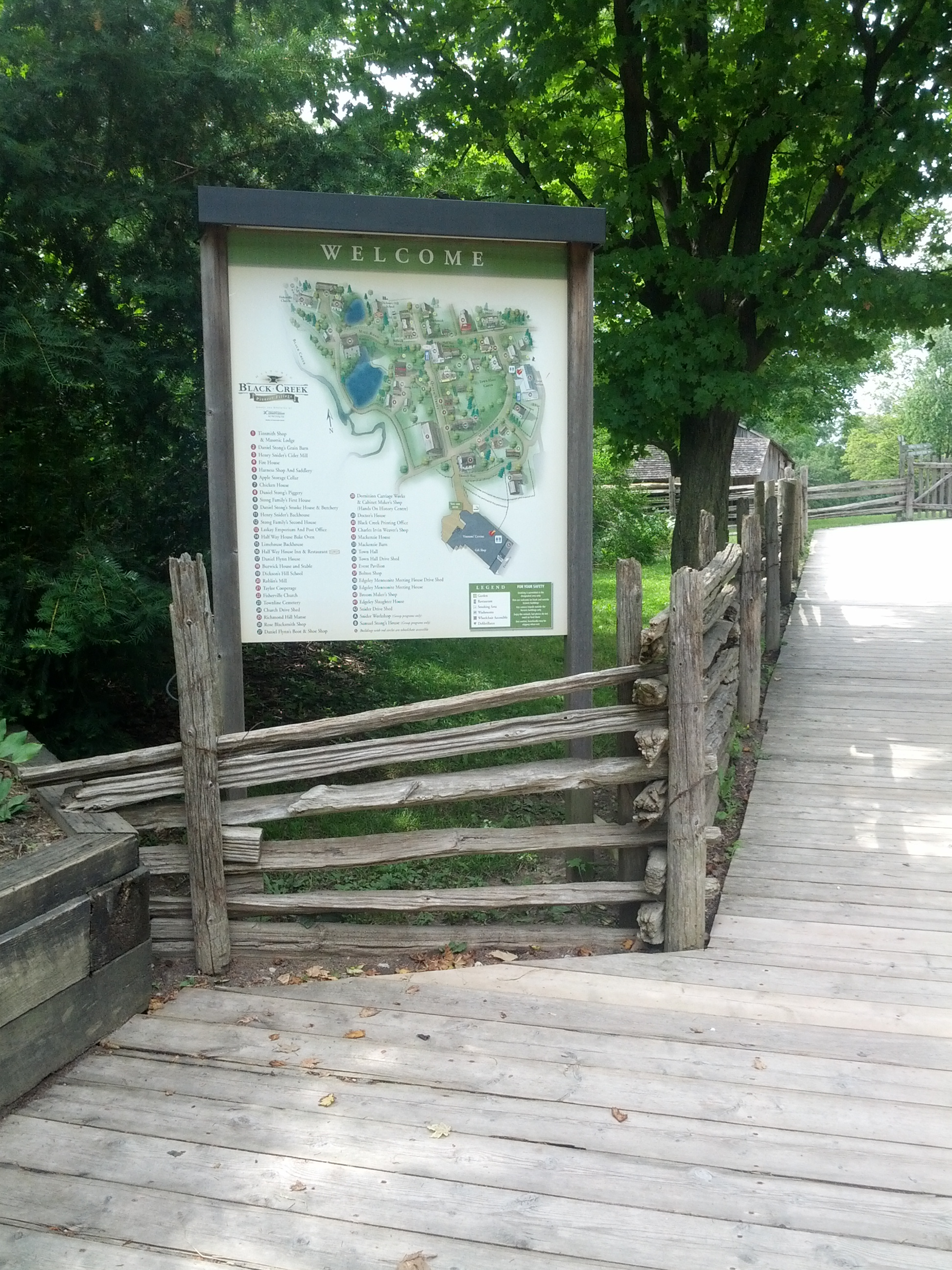
Mapa do local.

Black Creek Pioneer Village é um museu localizado em Toronto, Ontario, Canadá, próximo à York University.
Fica ao lado do riacho Black Creek, tributário do rio Humber River.
A vila recria a vida dos habitantes de Ontário durante o século XIX, aberto em 1960.